# 2014 FE72
2014 FE72 es un objeto transneptuniano observado por primera vez el 26 de marzo de 2014 en el Observatorio Interamericano Cerro Tololo en La Serena, Chile. Es un posible planeta enano, miembro del disco disperso, cuya órbita se extiende hacia la nube de Oort interior. Descubierto por Scott Sheppard y Chad Trujillo, su existencia se reveló el 29 de agosto de 2016. Tanto el período orbital como la distancia del afelio de este objeto están bien definidos. 2014 FE72 tuvo el afelio baricéntrico más grande hasta 2018. Sin embargo, su afelio heliocéntrico es el segundo entre los objetos transneptunianos (después del damocloide 2017 MB7). En 2023, se encontraba a aproximadamente 66 UA (9,900 millones de km) del Sol.

## Órbita

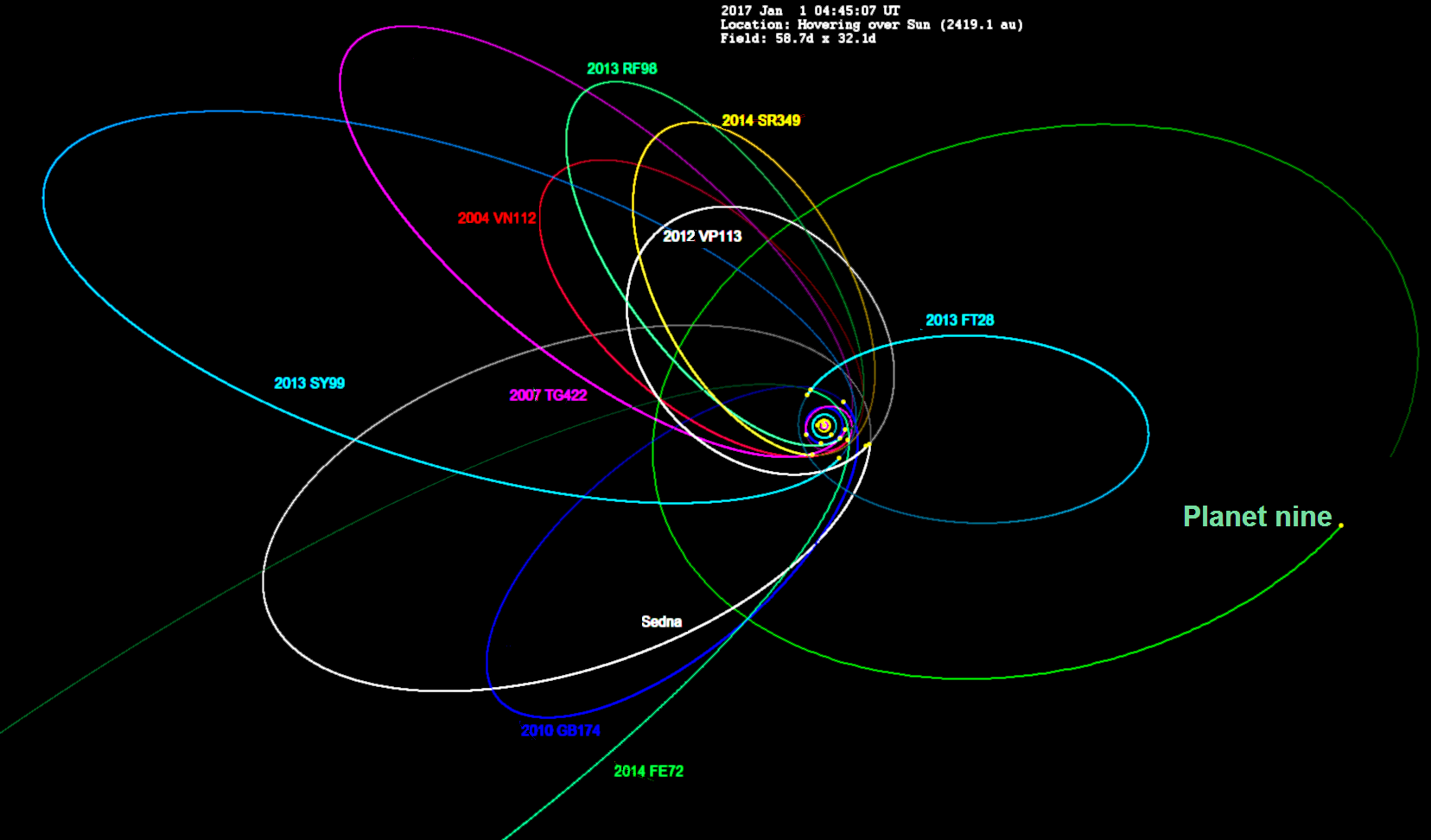
Órbitas de 2014 FE72 (en verde, abajo a la izquierda) y otros objetos dispersos/separados, junto con el hipotético Planeta Nueve a la derecha
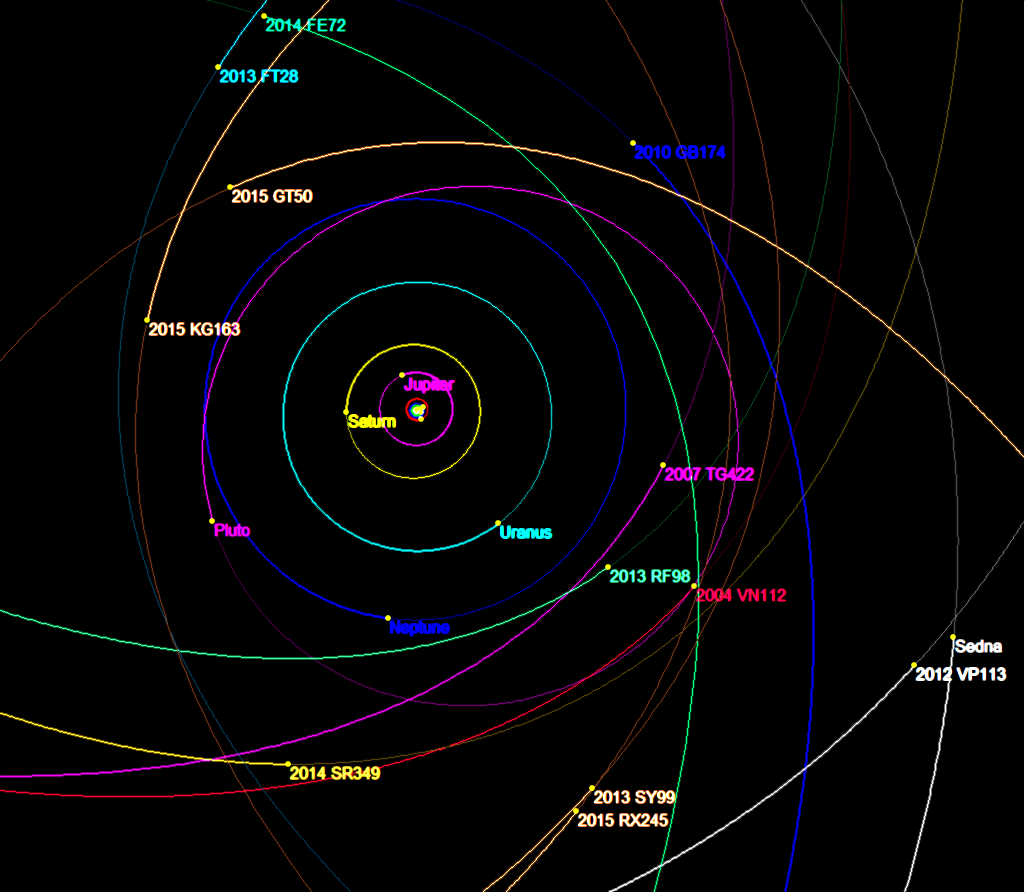
2014 FE72 se ve aquí en la parte superior en verde, alejándose del Sol.

Utilizando el baricentro del Sistema Solar como marco de referencia orbital, la órbita extremadamente alargada de 2014 FE72 (excentricidad = 0.98) presenta un perihelio de 36.1 UA, un afelio de ~4050 UA y un período orbital baricéntrico de ~92 400 años. Estos últimos valores son los más altos conocidos para cualquier cuerpo del Sistema Solar que no sea un cometa de período largo. Basándose en el período orbital baricéntrico, 2014 FE72 tarda aproximadamente 5 veces más que Sedna en orbitar el Sol. 2014 FE72 pasó por su perihelio por última vez a finales de 1965.